# Lansfotblomfluga
Lansfotblomfluga (Platycheirus laskai) är en tvåvingeart som beskrevs av Nielsen 1999. Lansfotblomfluga ingår i släktet fotblomflugor, och familjen blomflugor. Arten är reproducerande i Sverige. Inga underarter finns listade i Catalogue of Life.